# Tobakken
Tobakken også kaldet Multihus Tobakken er et regionalt spillested beliggende i Esbjerg. Med en kapacitet på ca. 1200 publikummer er Tobakken Danmarks næststørste spillested, kun overgået af VEGA i København.
Spillestedets navn refererer til bygningernes tidligere anvendelse; frem til 1981 rummede de FDB's tobaksfabrik. Bygningerne er opført i 1896 og udvidet i 1910, 1914 og 1925. I 1993 blev bygningerne omdannet til koncert- og kulturhus.
27. marts 2023 begærede Tobakken sig konkurs.